# Francisco Xavier Rafael de Meneses
Francisco Xavier Rafael de Meneses, nascido em 1711, foi o 6.º Conde da Ericeira, 2.º Marquês de Louriçal Senhor da Ericeira; 4.º senhor de Ancião, 10.º senhor do Louriçal, do morgado da Anunciada e dos da casa de Sarzedas, comendador de diversas comendas pertencentes à casa dos Condes da Ericeira, etc.
Ajudante de ordens do governador das armas no Alentejo, o Conde de Atalaia. Morto o pai, em 1742, tomou posse da sua importante casa.
Casou desde 2 de maio de 1742 com D. Maria Josefa da Graça de Noronha, filha única do 3º Marquês de Cascais, D. Manuel José de Castro e D. Luísa de Noronha. Sem posteridade, sua casa e título passaram a seu irmão D. Henrique de Menezes, conde da Ericeira. 